# Las Moradas
Las Moradas è un album postumo, in versione live, della cantautrice Giuni Russo pubblicato il 18 settembre 2015, distribuito dalla Edel e dedicato a Papa Francesco.
Contiene il concerto integrale tenutosi nella Basilica di San Lorenzo Maggiore a Milano il 29 dicembre 1999.

## Tracce
1. Nada te turbe (G. Russo)
2. Io nulla (G. Russo - M. A. Sisini)
3. Oceano d'amore (G. Russo - M. A. Sisini)
4. Il Carmelo di Echt (J. Camisasca)
5. Moro perché non moro (G. Russo - M. A. Sisini)
6. Vieni (G. Russo - M. A. Sisini)
7. La sua figura (G. Russo - M. A. Sisini)
8. La sua voce (Come sei bella) (G. Russo)
9. Nomadi (J. Camisasca)
10. La sposa (G. Russo - M. A. Sisini)
11. L'addio (F. Battiato - M. Di Martino)
12. Adeste Fideles  (canzone tradizionale)
13. Il sole di Austerlitz (F. Battiato - A. Radius)
14. Muero porque no muero (G. Russo - M. A. Sisini) (versione inedita in spagnolo)

## Andamento nella classifica italiana degli album CD
| Settimana | 01 | 02 | 03  |
| Posizione | 59 | 82 | 100 |